# Олова
Олова, Аллогія чи Аурлогія (*'д/н — після 990) — перша дружина великого князя київського Володимира Святославича.

## Біографія
Походила зі знатного роду Швеції або Норвегії. Її ім'я, можливо, було не Олова, це лише відбиток імені її батька Олофа чи Улофа. Відповідно до українського дослідника Леонтія Войтовича Олова була донькою одного з варязьких князів. Натепер достеменно невідомо хто ним був. Російська дослідниця Г. Глазиріна на основі вивчення «Саги про Інгвара Мандрівника» розглядає Олову як доньку Еріка VI, короля Швеції з 975 року. Водночас норвезька «Сага про Олафа Трюгвассона» згадує Аллогію чи Аурлогію, яка була дружиною конунга Вальдемара (Володимира), тримала половину княжої дружини. На цій основі висувається теорія, що Олова була якоюсь родичкою короля Норвегії Олафа I. До того ж обидва Ерік VI та Олаф I походили з однієї династії — Інґлінґів. Окрім того, згідно з норвезькими сагами Володимир деякий час мешкав при дворі фактичного правителя Норвегії ярла Гакона Сігурдсона. Відповідно до них саме він надав Володимирові військо. Тому дослідники припускають, що шлюб було укладено з донькою або небогою Гакона чи той оженив руського князя на представниці королівської династії Інґлінґів задля усунення укладання її шлюбу з представником норвезької знаті, що б зашкодило становищу самого Гакона Сігурдсона.
За різними версіями 977 (відповідно до Л. Войтовича — взимку 978/979, що вважається більш правдоподібним) року Олова вийшла заміж за Володимира. Згодом вони прибули до Новгорода. Подальша доля її недостатньо відома. За невідомих обставин перейшла у християнство. Відповідно до «Саги про Олофа Трюгвессона» переконала чоловіка відмовитися від поганства. Імовірно близько 990 року Олова разом з сином Вишеславом перебралася до Новгорода, де й померла.